# Julius Heubach
Julius Heubach (* 5. Februar 1870 in Münnerstadt; † 29. September 1923 in Heidenau) war ein deutscher Ingenieur. Zwischen 1911 und 1923 war er Titularprofessor an der TH Dresden.

## Leben
Nach seinem Abitur am Gymnasium Bad Kissingen begann Heubach 1888 ein Studium der Elektrotechnik und des Maschinenbaus an der Technischen Hochschule München. Von 1892 und 1894 war er als Elektroingenieur bei den Firmen Schuckert & Co. in Dresden und Nürnberg sowie bei O.L. Kummer & Co. Niedersedlitz tätig.
1895 war er Prokurist und Mitbegründer der AG Sächsische Elektrizitätswerke.
Heubach war Chefingenieur bei der Helios AG in Köln-Ehrenfeld (ab 1899) und bei der Sachsenwerk Licht und Kraft AG (ab 1903). Dort fungierte er auch als Direktor. Ebenso bei der Elektromotorenwerke Heidenau (ab 1905).
1908 besuchte der Funk-Pionier Eugen Nesper Julius Heubach in Heidenau. Daraus entstand eine Kooperation mit der C. Lorenz AG zur Weiterentwicklung von Goldschmidt-Maschinen. Diese dienten der drahtlosen Übertragung von Sprachnachrichten und wurden insbesondere im Ersten Weltkrieg wichtig.
1911 wurde Julius Heubach zum Titularprofessor für Elektromaschinenbau der Technischen Hochschule Dresden berufen. Diese Funktion übte er bis zu seinem Suizid im Jahr 1923 aus.

## Werke
- Der Drehstrommotor. Handbuch für Studium und Praxis, 1903 (2. Auflage: 1923, ISBN 978-3-662-00283-4).
- Der Wechselstrom-Serien-Motor, 1903.
- Theorie der Kompensierten Asynchronmaschine, In: Sammlung Elektrotechnischer Vorträge, Band 6, Heft 1, 1904.